# Józef Wolski (historyk)
Józef Władysław Wolski, (do 1938 roku: Józef Dzida) (ur. 19 marca 1910 w Tarnowie, zm. 2 października 2008 w Krakowie) – historyk, profesor Uniwersytetu Jagiellońskiego, Uniwersytetu Wrocławskiego i Uniwersytetu Łódzkiego.

## Życiorys
Był synem Jana Dzidy, przedstawiciela handlowego firmy chemicznej Fritze z siedzibą we Florisdorf pod Wiedniem. Miał siostrę. W 1912 razem z rodziną przeniósł się do Krakowa, gdzie ukończył III Gimnazjum im. Króla Jana III Sobieskiego i zdał w 1928 maturę, następnie w 1932 studia na Uniwersytecie Jagiellońskim. Na UJ podjął pracę jako asystent (1936 obronił pracę doktorską). 6 listopada 1939 wraz z 182 innymi osobami został aresztowany w akcji hitlerowskiej Sonderaktion Krakau i do 1941 był więziony w obozach koncentracyjnych Sachsenhausen, a potem w Dachau. Po zwolnieniu w styczniu 1941, podjął w 1942 działalność w tajnym nauczaniu na tajnym Uniwersytecie Jagiellońskim. Pracował także w Banku Emisyjnym.
Po wojnie powrócił do pracy na UJ, do 1946 jako adiunkt. W czerwcu 1946 habilitował się na podstawie rozprawy: L'effondrement de la domination des Séleucides en Iran au IIIe siècle av. J.-C. Tytuł profesora zwyczajnego uzyskał w 1962. W latach 1958–1980 profesor UJ, 1965–1968 był dziekanem Wydziału Filozoficzno-Historycznego, po wydarzeniach marca 1968 nie chciał po raz kolejny kandydować na to stanowisko. W 1958 objął katedrę Historii Starożytnej UJ, którą kierował do przejścia na emeryturę w 1980.
W latach 1946–1952 pracował także na Uniwersytecie Łódzkim jako zastępca profesora (do 1948) i profesor, następnie na Uniwersytecie Wrocławskim (1952–1958).
Pod jego kierunkiem w 1965 stopień naukowy doktora uzyskał Andrzej Kunisz, a w 1972 – Maciej Salamon.
W 1945 został on członkiem Komisji Historycznej PAU, od 1990 był członkiem czynnym PAU. Wieloletni członek Komitetu Nauk o Kulturze Antycznej PAN, przewodniczący tego komitetu od 1977. Wykładał gościnnie także w uczelniach zagranicznych w Bolonii, Padwie, na Sorbonie. W latach 1971–1975 kierował krakowskim oddziałem Polskiego Towarzystwa Historycznego.
W 2004, w 65. rocznicę wydarzeń Sonderaktion Krakau, był ostatnim żyjącym spośród aresztowanych.
Był uhonorowany m.in. tytułami doktora honoris causa Uniwersytetu Wrocławskiego (1993) i Professoris Honorarii Uniwersytetu Jagiellońskiego (2003) oraz licznymi nagrodami i odznaczeniami.
Od 1948 był mężem Anny z domu Piotrowicz (zm. 1983). Miał dwie córki.
Zmarł w Krakowie, pochowany 9 października 2008 na cmentarzu Rakowickim (kwatera XLII-zach-3).

## Publikacje
- Historia powszechna. Starożytność (1965, dziesięć wydań).
- Atlas historyczny świata (1974, kilka wydań).
- Rzym i państwo Partów I w. p.n.e., „KH” 92 (1985), s. 221–233.
- Imperium Parthicum. Przyczyny wzrostu i upadku, „Eos” 74 (1986), z. 2, s.183–193.
- Iran siedziba imperiów w starożytności, t. I, Achemenidzi, t. II, Arsacydzi, „Nauka dla Wszystkich”, nr 403, 417, Wrocław 1986–1988.
- L'empire des Arsacides (1992 wyd. polskie: Imperium Arsacydów, Kantor Wydawniczy SAWW, Poznań 1993, 1996).
- Rzymska polityka na Wschodzie. Imperializm rzymski w konflikcie z imperializmem irańskim [w:] „Starożytny Rzym we współczesnych badaniach”, red. A. Kunisz, Kraków 1998, s. 81–103.
- Dzieje i upadek imperium Seleucydów, The Enigma Press, Kraków 1999, ISBN 83-86110-37-6.

## Ordery i odznaczenia
- Krzyż Komandorski z Gwiazdą Orderu Odrodzenia Polski (25 września 2000)[8]
- Krzyż Kawalerski Orderu Odrodzenia Polski (1984)[9]
- Krzyż Oświęcimski (1989)[9]
- Medal Zwycięstwa i Wolności 1945
- Medal Komisji Edukacji Narodowej (1980)[9]
- Odznaka tytułu honorowego „Zasłużony Nauczyciel PRL”
- Odznaka Grunwaldzka
- Odznaka Nagrody Państwowej II stopnia (1984)[10]
- Złota Odznaka „Za Pracę Społeczną dla miasta Krakowa” (27 października 1969)[11]